# Colubrina (espada)

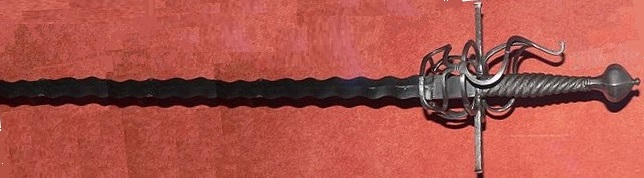
Espada colubrina

A colubrina, hodiernamente também designada flambérgia-rapieira (grafia alternativa flambérgia-roupeira), é uma espada de uma mão, caracterizada pela sua lâmina ondulada, que ganhou popularidade no séc. XVII e que terá tido como precursora a tarasca.

## Etimologia
O substantivo «colubrina», vem do latim colubrinus, e significa «aquilo que  é como uma cobra ou que se assemelha a uma cobra».
Quanto ao nome «flambérgia», aportuguesamente do francês «flamberge», que por sua vez vem do germânico «Froberga», com influência do francês medieval flamble, que significa «chama».
Este nome vem em alusão à lâmina de folha corrugada que caracteriza esta espada. A este tipo de folha de lâmina deu-se o nome de «flamejante», por alusão à ondulação de uma labareda ou língua de fogo.

## Feitio

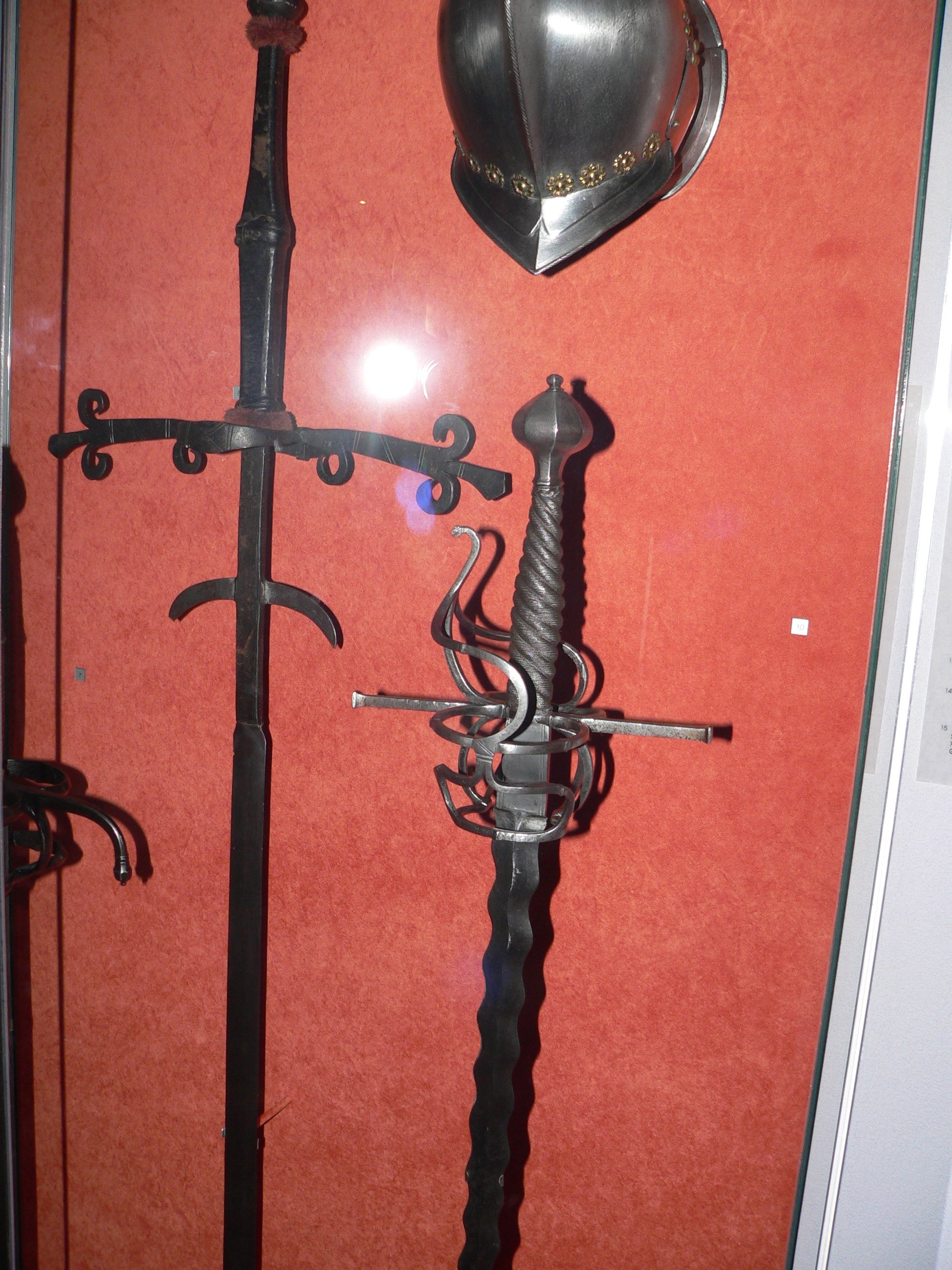
Espada colubrina, à direita, no museu das armas de Neuchâtel

O efeito ondeado da lâmina dá pelo nome de "flamejante" e chegou a ser usado noutros tipos de armas brancas, como punhais e montantes, que também gozaram da denominação de «flambérgias», a título de exemplo a tarasca, também dá pelo nome de «flambérgia».

## Uso
A colubrina, enquanto a espada monomanual que sobreveio a tarasca, mas que também se valia da lâmina flamejante, veio a ganhar popularidade mormente na esfera civil, como arma de defesa pessoal, além de também ter figurado no âmbito militar, como arma lateral secundária, exactamente graças à fama de serem especialmente boas a aparar as espadeiradas dos inimigos.
O embate de uma lâmina de folha recta com uma lâmina de folha flamejante, que lhe ampara o golpe, repercute significativas vibrações sobre a lâmina recta, susceptível de desestabilizar o espadachim. Porém, por volta do séc. XVII, à medida que as armas de lâmina flamejante foram evoluindo, aos poucos foram também perdendo a popularidade, acabando por ser substituídas pelas roupeiras.
Por igual linha de conta, a colubrina, graças ao formato serpentino, também gozava da fama de ser mais letal e de ter uma estocada mais dolorosa do que as espadas comuns.